# Álvaro III del Congo
Álvaro III del Congo (Mbanza Congo, 1595 – Mbanza Congo, 5 maggio 1622) è stato un re congolese.
Era stato designato erede del padre, Álvaro II del Congo, ma lo zio Bernardo II gli sottrasse il trono. Salì al trono dopo la caduta dello zio. Durante il suo governo dovette affrontare minacce interne, come quella del fratellastro Felice, che chiedeva una maggiore autonomia; e la minaccia esterna degli olandesi, che sbarcarono alla foce del Congo. Riuscì a scacciarli e morì in età giovane, lasciando il suo erede molto giovane. Di conseguenza, il Consiglio reale del Congo nominò un nuovo re, Pedro II, che avrebbe cambiato diplomazia, alleandosi con gli olandesi e entrando in guerra contro i portoghesi.

## Biografia
Don Alvaro Nimi Amapanzu nacque nel 1595, figlio di Álvaro II e nipote di Álvaro I. Mentre il padre regnava, sposò una figlia di Antônio da Silva, conte di Umbamba, forse per cercare di stringere alleanze politiche più strette. In questo periodo fu dichiarato erede al trono.
Álvaro II, suo padre, morì il 9 agosto 1614 e suo zio Bernardo II usurpò il trono con l'aiuto di Antônio da Silva, lo stesso suocero del futuro Álvaro III. Tuttavia, meno di un anno dopo, il 20 agosto 1615, lo stesso D. Antônio da Silva contribuì a detronizzare Bernardo II per mancanza di rispetto verso la religione cristiana.
Dopo la sua ascesa, il re dovette affrontare la rivendicazione del fratellastro D. Félix, governatore della provincia di Umbamba, che chiedeva il titolo di Granduca di Umbamba, una posizione che gli avrebbe conferito maggiore potere e autonomia nella regione. Alvaro si rifiutò di rinunciare a questo titolo e mosse guerra al fratello fino alla sua morte, avvenuta nel 1620. Il re Álvaro III si oppose alla dominazione olandese nella zona di Luanda e del Congo e riuscì a cacciare gli invasori dalla foce del fiume Congo. Morì prematuramente il 5 maggio 1622. A causa della minorità dei suoi figli D. Ambrósio e D. Álvaro, il Consiglio Reale del Congo nominò D. Pedro Ancanga come nuovo re. Questo interruppe il dominio della Casa di Coulo per alcuni anni.